# Suối Hoàng gia, Warszawa
Suối Hoàng gia (Zdrój Królewski) là một cái giếng nằm trong Công viên Romuald Traugutt trên phố Zakroczymska ở Warsaw. Tòa nhà của giếng được xây dựng vào thế kỷ 18, bắt đầu xây dựng vào năm 1770. Nó cũng được gọi là Giếng Vua Stanislaus Augustus. Vào thế kỷ 18, nó rất phổ biến với người dân ở Thị trấn mới Warsaw cũng như khách du lịch, mặc dù uống nước ở đây phải được trả tiền.

## Kiến trúc và phong cách
Trong nửa đầu của thế kỷ 18, Suối Hoàng gia là một cấu trúc bằng gỗ, và từ năm 1770 đến 1772, những bức tường thích hợp đã được xây dựng cho nó. Tòa nhà được tài trợ bởi Vua Stanisław August Poniatowski (1732-1798), với 50 đồng ducats.
Tượng đài được bao phủ bởi việc xây dựng Thành cổ Warsaw vào năm 1832. Được phát hiện và khai quật sau đó, nó đã được khôi phục lại kiểu dáng và hình dạng ban đầu. Từ 1834 đến 1836, công việc kỹ thuật bắt đầu dưới sự giám sát của kỹ sư Edward Klopmann của Thành phố Warsaw như một phần của công trình nước của thành phố. Nó được xây dựng theo thiết kế của Enrico Marconi theo phong cách Tân Gothic. Nó sử dụng các vòm kiểu vòng cung đặc trưng và các bức tường bên trong và bên ngoài được phủ bằng gạch đỏ điển hình. Ngược lại, mái của tượng đài được bao quanh bởi những chiếc bình trang trí.
Một cải tạo cuối cùng đã được thực hiện từ năm 1931 đến 1933. Các nhà thiết kế là Stanisław Płoski i Andrzej Wgrzecki. Họ nói thêm yếu tố mới bao gồm một mái nhà được đính trên đỉnh với một lan can lỗ châu mai. Năm 1959 một mái nhà mới đã được thêm vào.

Ở mặt trước của tòa nhà là một tấm bảng bằng tiếng Latinh: "STANISLAUS AUGUSTUS PROSPICIENDO PUBLICAE SALUBRITATI Hunca FONTANA RESTAURARI JUSSIT. ANNO MDCCLXXI "(Stanislaus Augustus vì lợi ích của sức khỏe cộng đồng đã chỉ huy nguồn được khôi phục để đặt hàng vào năm 1771).

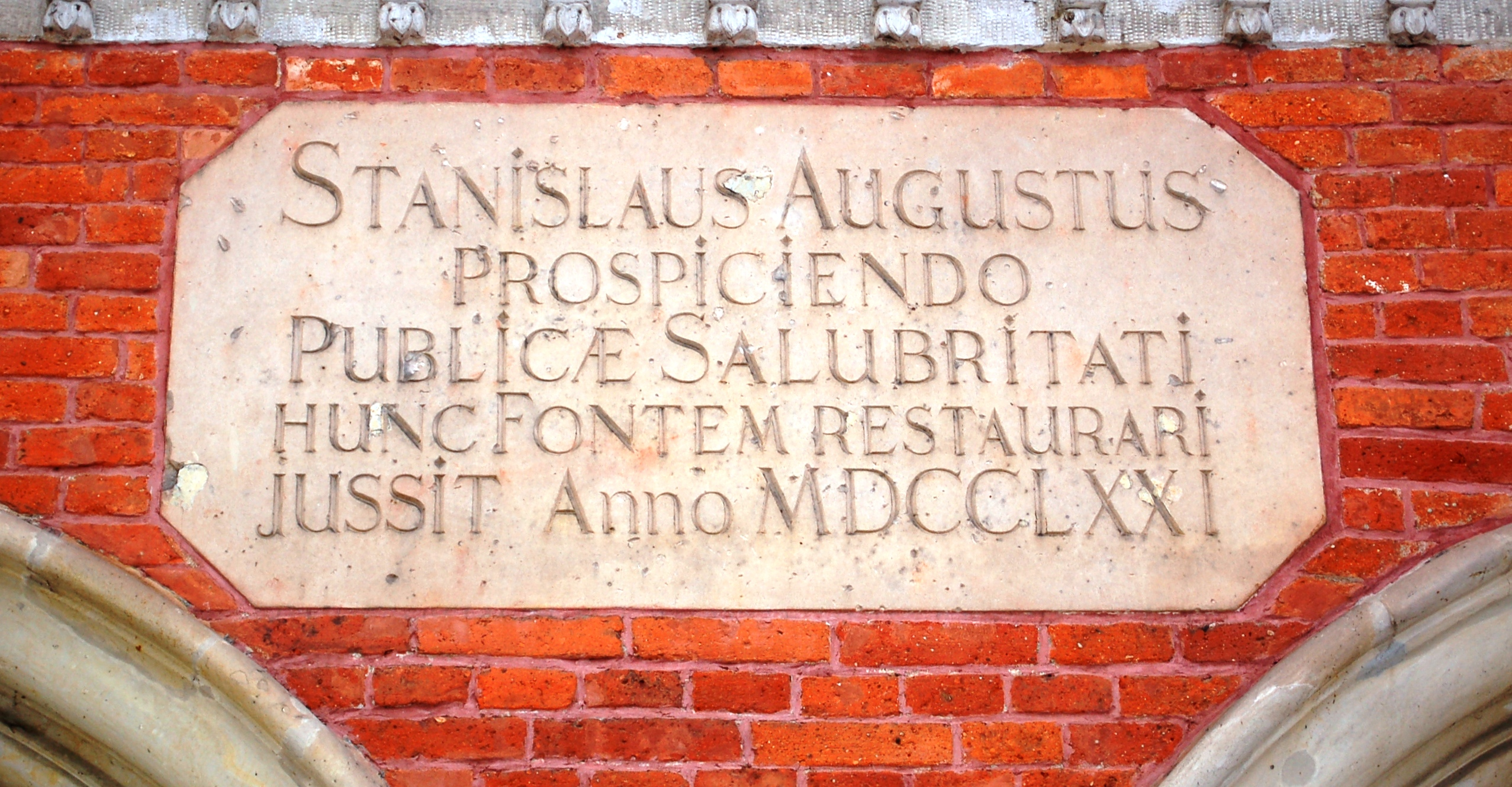
Một tấm biển trên tòa nhà
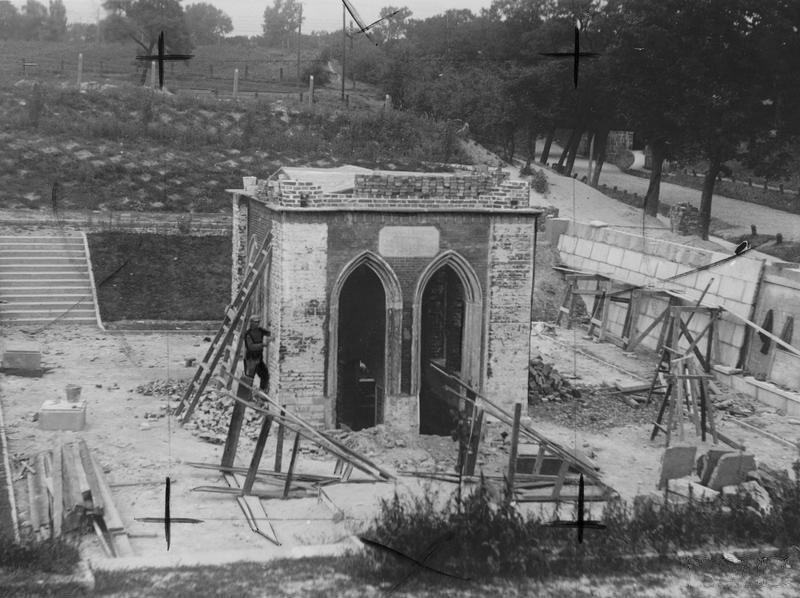
Tái cấu trúc